# Ford 1952
El Ford 1952 es un modelo de automóvil que  fue fabricado por la Ford Motor Company en Estados Unidos en el año 1952.

## Historia
La línea Ford de vehículos se vuelve a actualizar nuevamente en el año 1952, mantuvo líneas similares al Ford 1949. Esta vez, las innovaciones son piezas de vidrio, los parabrisas en este modelo son curvos y enterizos, a diferencia del modelo 1949 que eran planos y unidos en dos partes. Los motores son mejorados una vez más, dándoles más caballaje, tanto en el 6 cilindros en línea como con el V8, el 6 cilindros en este modelo salió con válvulas a la cabeza, en esta oportunidad el V8 Ford tenía 82 Hp. y los 6 cilindros 75 Hp.

### Años 1952 - 1953 y 1954
En estos años continúa la misma línea de fabricación con cambios de nombre en algunos modelos, uno de ellos ahora se llamaba Customline (antes nivel medio), otros Línea principal (antes modelo base), Crestline (antes superior), Sunliner (antes convertible), Country Squire (antes Station Wagon). En el interior del vehículo se incorporan los pedales suspendidos y las caja de cambios en alguno de estos modelos salía con  sobremarcha (un cambio que aliviaba la marcha del motor, permitiendo mayor velocidad a menos vueltas del motor o revoluciones por minuto). Los frenos ahora incorporaban servoasistencia, anteriormente sólo los tenían los Mercury y los Lincoln. En el año 1954 el motor V8 alcanza los 97 Hp. con un nuevo carburador monocuerpo mientras que con carburador bicuerpo llega a los 119 Hp. Estos elementos eran de la marca Holley, los paneles comienzan a salir con fibra de vidrio. La otra novedad de estos años fue que se comienzan a producir estos modelos en Australia.

## Galería de imágenes

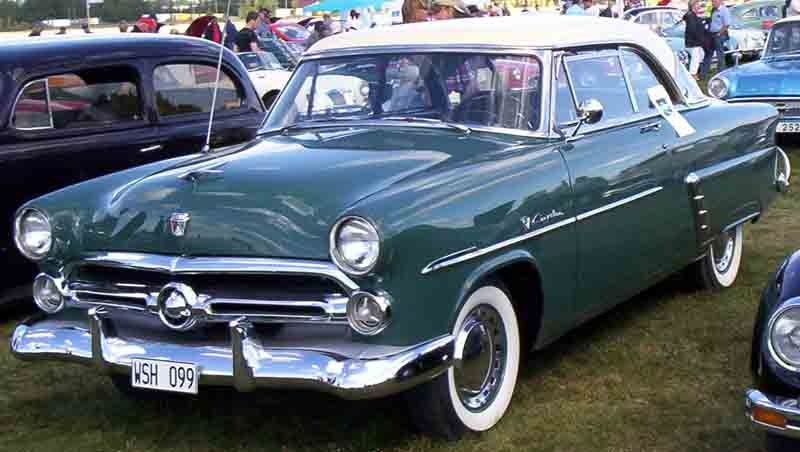
Ford 1952 Crestline Victoria
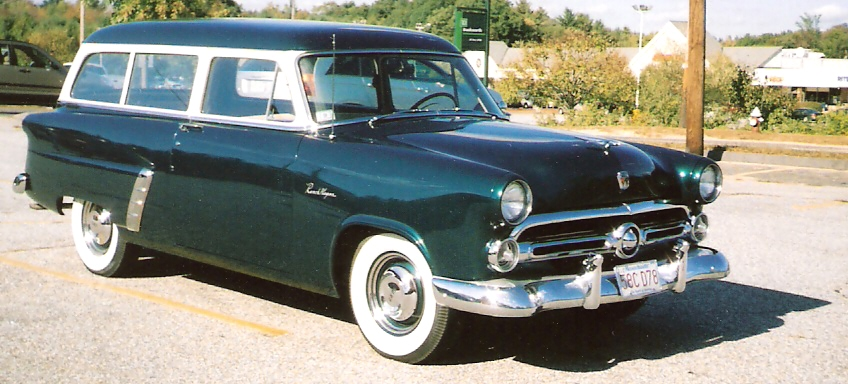
Ford 1952 Ranch Wagon
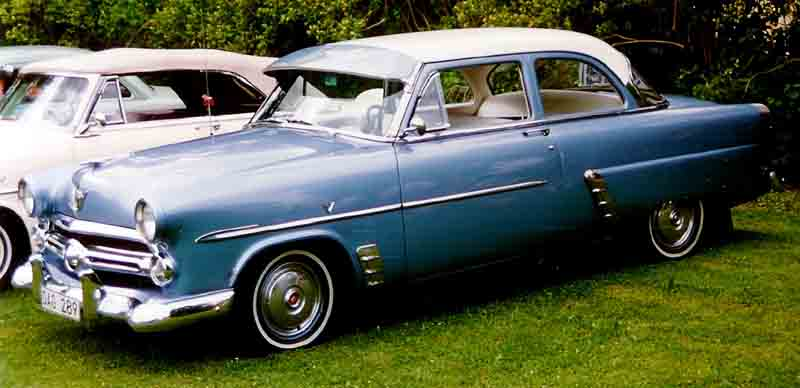
Ford 1952 Customline
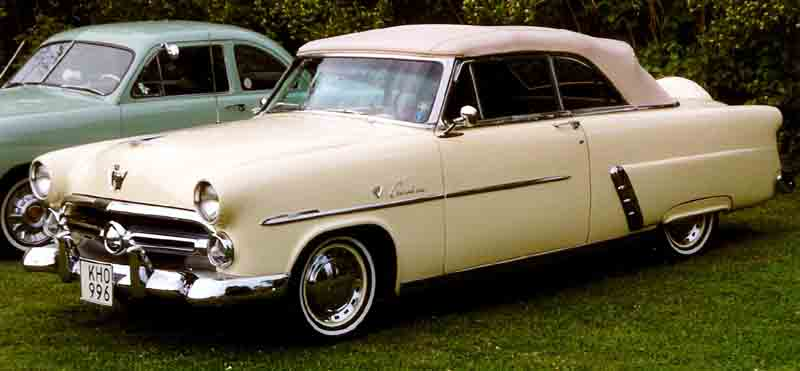
Ford 1952 Crestline Sunliner convertible
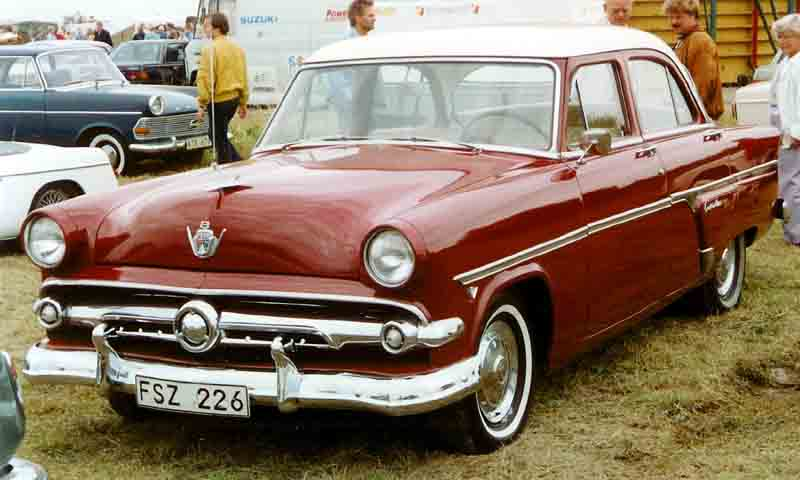
Ford 1954 Fordor de lujo sedan
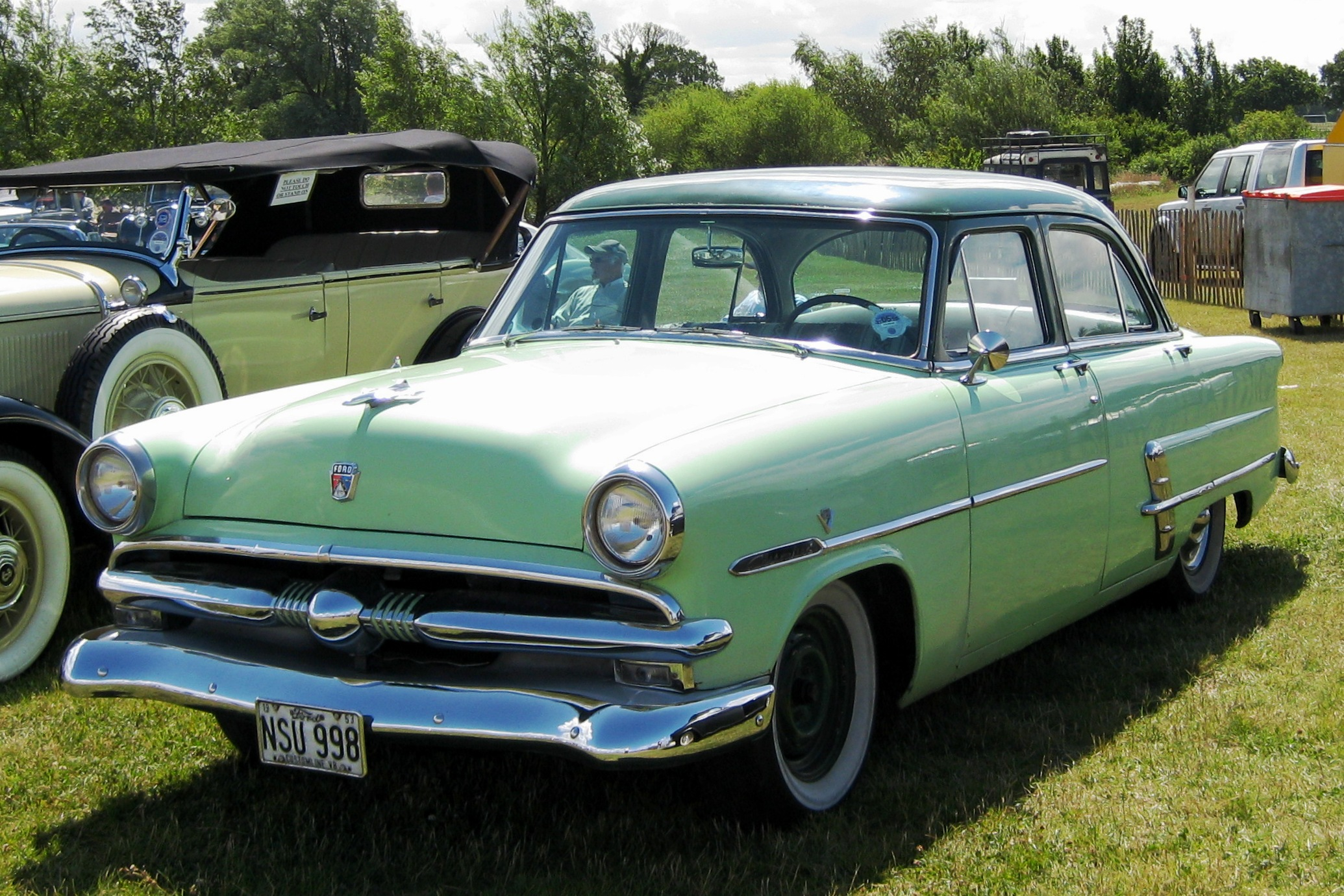
Ford 1953 Customline sedan 4 puertas
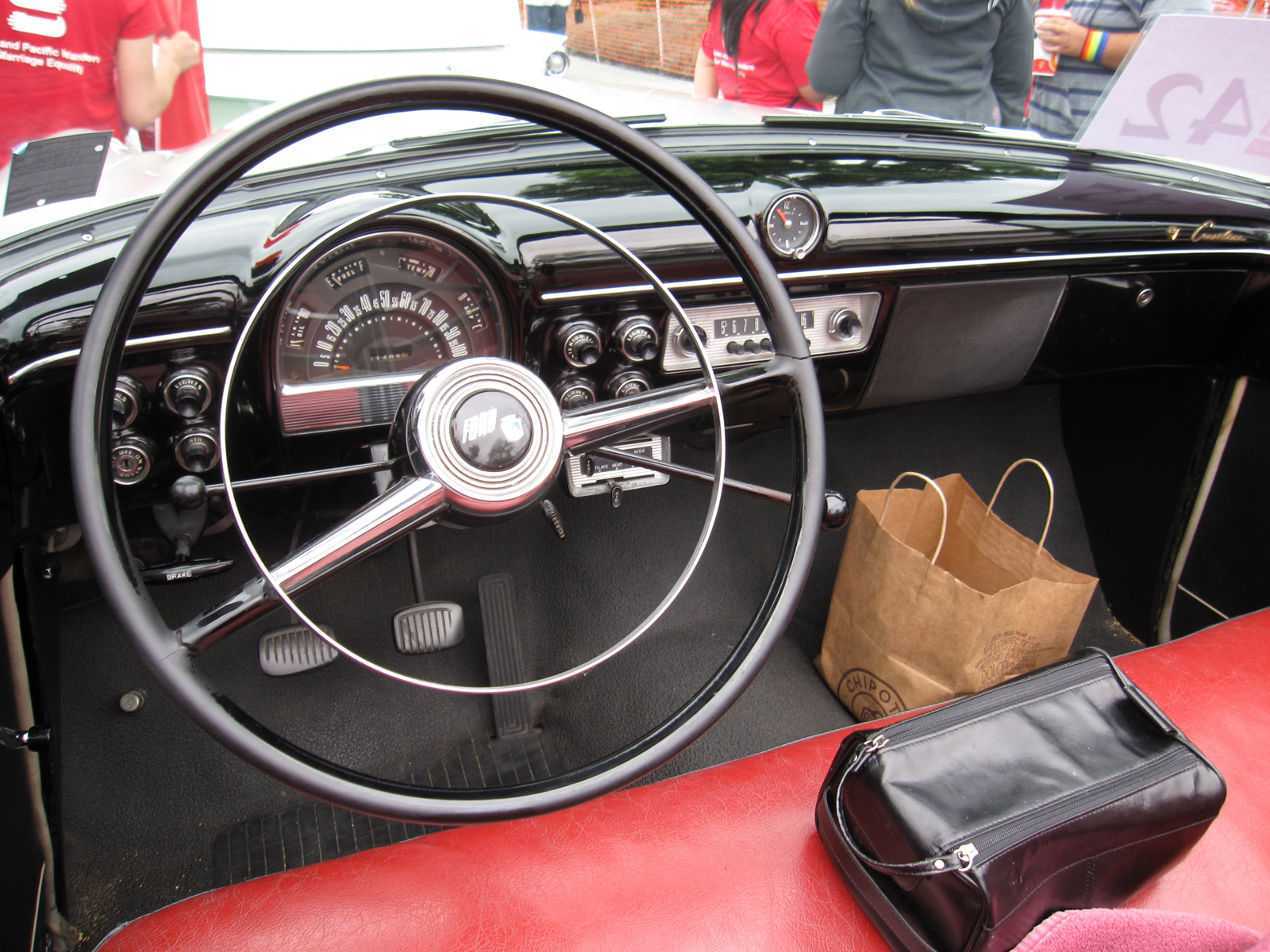
Interior del Crestline Sunliner
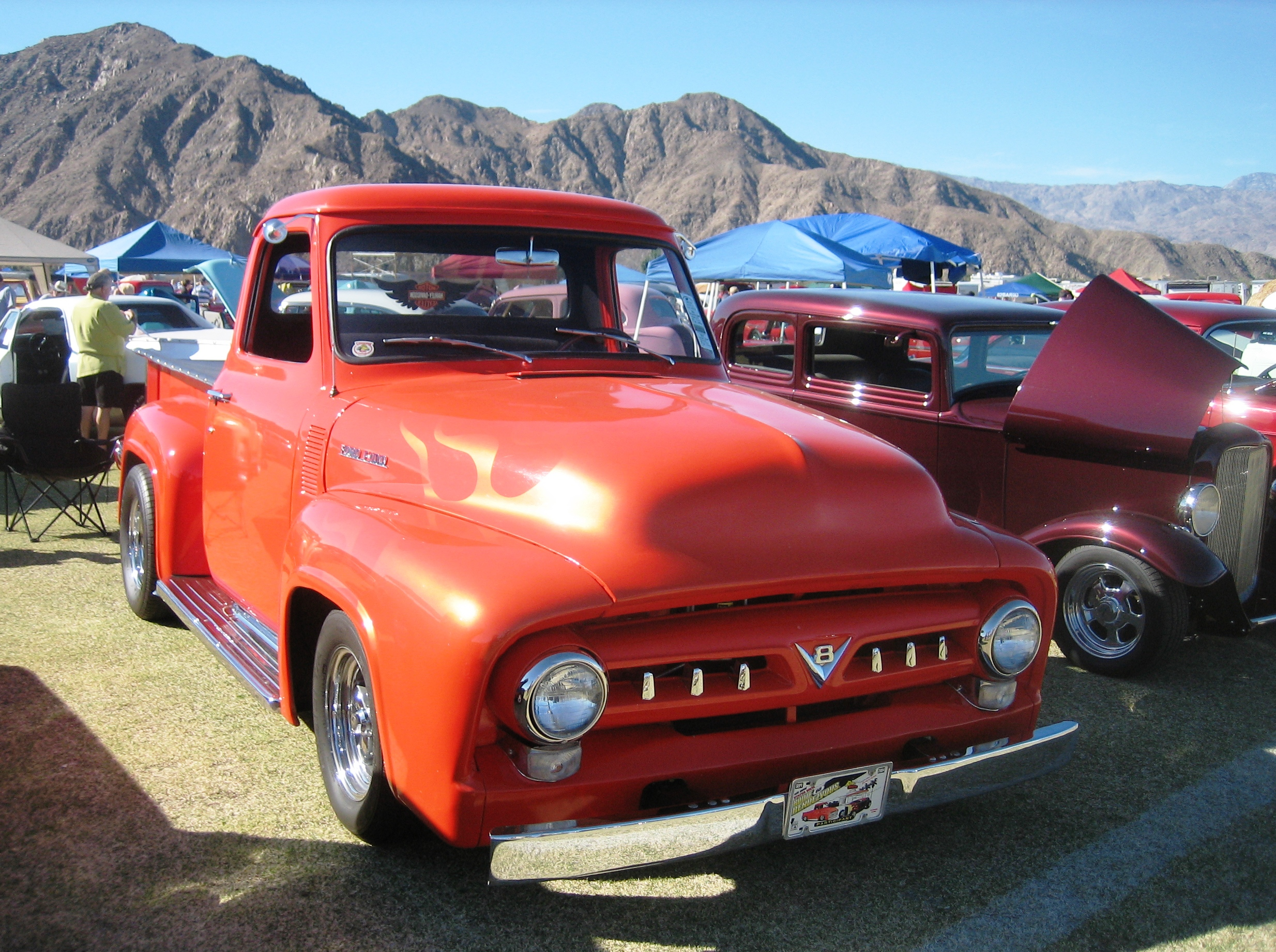
Ford 1954 F100 (camioneta)